# Преображенка (Омская область)
Преображенка — деревня в Черлакском районе Омской области России. Входит в состав  Николаевского сельского поселения.

## История
Основана в 1907 году. В 1928 г. посёлок Преображенский состоял из 135 хозяйств, основное население — украинцы. Центр Преображенского сельсовета Крестинского района Омского округа Сибирского края.
В соответствии с Законом Омской области от 30 июля 2004 года № 548-ОЗ «О границах и статусе муниципальных образований Омской области» деревня вошла в состав образованного муниципального образования «Николаевское сельское поселение».

## Население
| 2010 |
| ---- |
| 147  |

Гендерный состав
По данным Всероссийской переписи населения 2010 года в гендерной структуре населения из 147 человек мужчин — 61, женщин — 86 (41,5 и 58,5 % соответственно).
Национальный состав
В 1928 г. основное население — украинцы .
Согласно результатам переписи 2002 года, в национальной структуре населения русские составляли 84 % от общей численности населения в 215 чел. .